# General Capdevila
Pour les articles homonymes, voir Capdevila.
General Capdevila est une localité argentine située dans la province du Chaco et dans le département de Doce de Octubre.